# Polymorphus circi
Polymorphus circi es una especie de acantocéfalo del género Polymorphus, familia Polymorphidae. Fue descrita por Presswell y Bennett en 2023.
Polymorphus circi se distinguió de todas las demás especies por una combinación de caracteres, incluida la disposición de los ganchos de la probóscide (20 a 22 filas de 11 a 13 ganchos), así como la ausencia de dimorfismo sexual, el tamaño del tronco, la forma de la probóscide y el tamaño de los huevos. Estos acantocéfalos se encontraron en aves de áreas con potencial para sustentar anfípodos de agua dulce, salobre o marinos, pero hasta el momento se desconocen los huéspedes intermediarios reales.